# كيراتوبيترس
كيراتوبيترس ، هومبج أو شبح الماء (باللاتينية: Ceratopteris) هي نبتة من نباتات أحوض الأسماك، موطنه الأصلى الهند، وجنوب شرق آسيا. طوله يصل إلى 50 سم، يحتاج إلى الإضاءة المناسبة للنمو، وهذا النبات ينمو حتى مستوى سطح الماء ويمكن تكاثره بقطع الأجزاء المرتفعة وغرسها في الحوض من جديد لإعطاء نموات جديدة على أن تكون الأجزاء المنفصلة بها براعم على الساق وهو من النباتات.